# Neutenmühle
Die Neutenmühle ist eine ehemalige Einöde in der Gemeinde Bissingen im schwäbischen Landkreis Dillingen an der Donau. Der Ort liegt westlich von Bissingen an der Höchstädter Straße mit der Hausnummer 2.

## Geschichte
Die Neutenmühle wird erstmals 1512 genannt. Im Jahr 1580 wird sie als Mittelmühle bezeichnet, da sie zwischen der Göllinger- und der Herrenmühle lag. Im Jahr 1716 wird sie als Fronmühle bezeichnet, da sie zur Grundherrschaft der Grafen von Oettingen gehörte. Die Mühle wurde vom Vogtamt Unterbissingen verwaltet.
Der Mühlenbetrieb wurde 1979 eingestellt.

## Baudenkmäler
Siehe: Liste der Baudenkmäler in Neutenmühle